# Concours Voix des Outre-mer
Le concours Voix des Outre-mer est un concours de chant lyrique fondé en 2017 qui vise à distinguer et promouvoir de jeunes talents originaires des Outre-mer.

## Présentation
Le concours Voix des Outre-mer est créé en 2017 par le contreténor martiniquais Fabrice di Falco et Julien Leleu, président de l'association Contre-Courants, avec l'objectif de mettre en lumière les talents lyriques originaires des territoires ultramarins. Le but revendiqué est ainsi de contribuer à lutter contre les discriminations dans la musique classique et particulièrement à l’opéra, le concours ambitionnant d'accompagner les jeunes artistes vers le milieu musical professionnel.
Le jury décerne un grand prix dénommé le « prix Voix des Outre-mer », un prix « Jeune talent », et des mentions d'encouragement.

## Historique des éditions

### 1reédition (2019)
La première édition se déroule à compter de 2018 pour les sélections locales, la finale nationale ayant lieu le 28 janvier 2019 à la salle Cortot à Paris. À l'issue du concours, le prix Voix des Outre-mer est décerné à Marie-Laure Garnier, soprano d'origine guyanaise, le prix Jeune talent revenant à Livia Louis-Joseph-Dogue, de Martinique. Des prix « coup de cœur » sont en outre attribués à Andréas Perez-Ursulet et Alix Petris, contreténors.

### 2eédition (2020)
La deuxième édition voit sa finale se dérouler à l'Opéra Bastille le 8 janvier 2020. Le prix Voix des Outre-mer revient au baryton réunionnais Aslam Safla, Candice Albardier obtenant le prix Jeune talent, Aurélie Sudul une mention, et Luan Pommier le prix Coup de cœur et le prix du Public.

### 3eédition (2021)
La finale de la troisième édition se déroule le 22 janvier 2021 à l'Opéra Bastille, à Paris. Le prix Voix des Outre-mer est décerné au baryton Edwin Fardini, Auguste Truel obtenant le prix Jeune talent. Des mentions d'encouragement sont attribuées à Tinalei Mahuta (Polynésie française), Clémence Hausermann (Martinique) et Axelle Saint-Cirel (Guadeloupe).

### 4eédition (2022)
La finale de la quatrième édition se déroule le 10 janvier 2022 à l'Opéra Bastille, à Paris, et est diffusée en direct sur La 1ère et France Musique. Le prix Voix des Outre-mer est décerné au contre-ténor Angélord Blaise (Haïti). Sont aussi récompensés les sopranos Naily Pignet (Martinique) et Chaima Assani (Mayotte), prix de l’encouragement autodidacte, ex-aequo, la mezzo-soprano Maeva Lesi (Guadeloupe), prix de l’encouragement jeune talent, la soprano Marie-Angélique Marsolle (Guadeloupe), prix de l’encouragement Voix des Outre-mer, et Eddy Haribou (Mayotte), prix jeune talent,.

### 5eédition (2023)
La finale de la cinquième édition se déroule le 4 février 2023 à l'Opéra Bastille, à Paris. Le prix Voix des Outre-mer est décerné à la mezzo-soprano guadeloupéenne Axelle Saint-Cirel, lauréate en 2021 d'une mention d'encouragement. Le prix Jeune talent est attribué à la Martiniquaise Axelle Rascar Moutoussamy et deux bourses d’accompagnement sont remises à Mikaele Masei (Wallis-et-Futuna) et Thomas Custodio-Veira (Guyane),,.

### 6eédition (2024)
La finale de la sixième édition se déroule le 23 février 2024 à l'Opéra Bastille, à Paris. Le prix Voix des Outre-mer est décerné à Winona Berry (Saint-Barthélemy). Le prix Jeune talent est attribué à Yvanna Burel (Mayotte), le prix Coup de cœur du public à Alice Ferrière (La Réunion) et des mentions d’encouragement sont remises à Julienne Mahailet (Martinique) et Angerick William (Guadeloupe).

### 7eédition (2025)
La finale de la septième édition se déroule le 8 janvier 2025 à l'Opéra Bastille, à Paris. Le prix Voix des Outre-mer est décerné à Laetitia Volcey (La Réunion). Le prix Jeune talent est attribué à Orleonne Divo Prince (La Réunion), le prix encouragements jeune talent à Helena Lopez (Mayotte), le prix encouragements Voix des Outre-mer à Livio Heafala (Nouvelle-Calédonie) et le prix du public à Mytsuru Kato (Polynésie française),,.

## Lauréats du prix Voix des Outre-mer
- 2019 : Marie-Laure Garnier[20],[21]
- 2020 : Aslam Safla[22],[23]
- 2021 : Edwin Fardini[24],[25]
- 2022 : Angélord Blaise[11]
- 2023 : Axelle Saint-Cirel[13]
- 2024 : Winona Berry[26]
- 2025 : Laetitia Volcey[17]